# S4-es busz (Budapest)
A budapesti S4-es (gyors S4-es) jelzésű autóbusz a Batthyány tér és a Pünkösdfürdő között közlekedett 1982 nyarán. A vonalat a Budapesti Közlekedési Vállalat üzemeltette.

## Története
1982. május 29-én kísérleti jelleggel strandjáratokat indított a BKV, S1-es jelzéssel Csepel, Tanácsház tér és a Csepeli strandfürdő, S2-es jelzéssel Kőbánya-Kispest, MÁV-állomás és a Csepeli strandfürdő, S3-as jelzéssel Újpalota, Felszabadulás útja és a Szabadság strandfürdő, illetve S4-es jelzéssel a Batthyány tér és Pünkösdfürdő között. 1982. szeptember 5-én jártak utoljára, a következő évben már nem indították el egyiket sem kihasználatlanság miatt. A járatokon a bérlet nem volt érvényes, az S1-es buszra 1,5, a többire 3 forintért külön jegyet kellett váltani. Csak szombaton és vasárnap közlekedtek.

## Útvonala
| Pünkösdfürdő felé | Batthyány tér felé |
| --- | --- |
| Batthyány tér vá. – Bem rakpart – Árpád fejedelem útja – Korvin tér – Fő tér – Kórház utca – Szentendrei út – Emőd utca – Vörös Hadsereg útja – Pünkösdfürdő vá. | Pünkösdfürdő vá. – Vörös Hadsereg útja – Nánási út – Pók utca – Szentendrei út – Flórián tér – szerviz út – Árpád fejedelem útja – Bem rakpart – Bem tér – Fő utca – Batthyány tér vá. |

## Megállóhelyei
| 0 | Batthyány tér végállomás     | 8 | Szentendrei HÉV 9, 19 11, 39, 60, 86                            |
| 1 | Margit híd                   | 7 | Szentendrei HÉV 4, 6, 17 6, 6, 12, 12A, 26, 60, 84, 86, 91, 191 |
| ∫ | Flórián tér                  | 6 | 6, 6, 18, 33V, 37, 42, 55, 84, 86, 118, 134, 137, 142           |
| 2 | Raktár utca                  | ∫ |                                                                 |
| 3 | Rómaifürdő (↓) Emőd utca (↑) | 5 | 34                                                              |
| 4 | Kalászi utca                 | 4 | 34, 134                                                         |
| 5 | Zenta utca                   | 3 | 34                                                              |
| 6 | Mátyás király utca           | 2 | 34                                                              |
| 7 | Ságvári utca                 | 1 | 34                                                              |
| 8 | Pünkösdfürdő végállomás      | 0 | 34                                                              |